# 1938 en Saskatchewan
Chronologie de la Saskatchewan
- 1934
- 1935
- 1936
- 1937
- 1938
- 1939
- 1940
- 1941
- 1942

Cette page concerne des événements d'actualité qui se sont produits durant l'année 1938 dans la province canadienne de la Saskatchewan.

## Politique
- Premier ministre : William John Patterson
- Chef de l'Opposition :
- Lieutenant-gouverneur : Archibald Peter McNab
- Législature :

## Événements
- 8 juin : élection générale saskatchewanaise. William John Patterson (libéral) est réélu premier ministre de la Saskatchewan.

## Naissances
- 31 mars : William Lawrence « Bill » Hicke (né à Regina - décédé le 18 juillet 2005) est un joueur professionnel de hockey sur glace. Son frère Ernie était également un joueur de hockey.

- 19 novembre : Neil Cameron né à Weyburn, est un homme politique canadien. Il était le député du Parti Égalité de Jacques-Cartier de 1989 à 1994.

## Décès
- 23 mars : Thomas Walter Scott, premier ministre de la Saskatchewan.